# Rhanders
Rhanders (stiliseret RHANDERS, også kendt som Randers Handsker og Randers Handskefabrik) er en dansk virksomhed, der designer og forhandler læderhandsker og andre beklædningsgenstande. Virksomheden blev grundlagt i 1811 og regnes for en af verdens ældste handskefabrikker. Virksomheden har hovedsæde, produktion og butik i Randers og derudover butikker på Strøget og i Pilestræde i København samt i Volden i Aarhus.

## Historie
Produktionen af handsker i Randers går tilbage til 1200-tallet. I 1600-tallet var handskemageri det primære erhverv i Randers, og i begyndelsen af 1700-tallet blev Randers-handskerne kendt. På et tidspunkt havde byen 28 handskemagermestre. Handskerne eksporteredes til Sverige, Rusland, Tyskland, Frankrig og England. De var særligt kendte for deres karakteristiske duft og blødhed. Efter omkring 40 år stoppede produktionen imidlertid stort set helt af uforklarlige grunde, og i 1801 var der således kun tre handskemagere tilbage i byen.
I 1811 genoplivede en lokal købmand handskemageriet og ansatte en handskemager fra en berømt handskefabrik i Paris, Charles Mattat. Virksomheden voksede og havde 18 ansatte inden for et år. Teknikken til garvning af handskerne var hentet fra Frankrig. I 1892 solgtes virksomheden til en handskemagermester, der fik butikker i London og New York. Virksomheden fik imidlertid problemer med eksport og import under første verdenskrig. 
På sit højeste havde firmaet omkring 50 ansatte. Randers Handskefabrik blev overtaget af familien Vejrum i 1927, der drev virksomheden frem til 2018 med fjerde generation i ledelsen. I 2018 overtog ægteparret Rina og Thomas Bro Hansen virksomheden.
Under anden verdenskrig var det vanskeligt at skaffe lammeskind, som er det primære materiale, der er blevet benyttet til handsker. I stedet gik man over til kalveskind. Efter krigen gik man tilbage til lammeskind.
I over 100 år benyttede virksomheden i sin markedsføring en plakat af en kvinde med handsker på, som blev kaldt "Randers-pigen". Omkring år 2010 gjorde en kunde opmærksom på, at kvinden også optrådte på et maleri på Statens Museum for Kunst. Det viste sig, at plakaten var lavet ud fra et maleri malet af den franske maler Toulouse-Lautrec med kabaratsangerinden Yvette Guilbert som motiv. Guilbert blev også kaldt "kvinden med handskerne".
Rhanders har siden 2000 været kongelig hofleverandør og eksporterer i dag til Skandinavien, Nordeuropa, USA og Japan.
Administrerende direktør er Rina Bro Hansen, der overtog posten efter Arne Vejrum i forbindelse med et ejerskifte i 2018.
Efter ejerskiftet har virksomheden udvidet sit sortiment med bl.a. tasker.

## Produktion
Ca. 90 % af det skind, som benyttes, er lammeskind, der stammer fra Sydamerika, Afrika og Europa. Udover lam bruges der skind fra geder og hjorte samt specielle dyr som kapivar og sæler.
Skindene købes garvede, men eftergarves og farves stadig i Randers, ligesom mange af handskerne også stadig sys på stedet. En del af de handsker, selskabet forhandler, er produceret i Sydeuropa. Outsourcingen har været nødvendig for at få virksomheden til at kunne løbe rundt økonomisk. Der produceres årligt mellem 7.000 og 8.000 handsker i Randers, hvilket er omkring en tiendedel af den samlede produktion.
- Gammel maskine til opmåling.
- Gammel maskine til farvning.
- En butik.
- Taske og handsker.
- To par skindhandsker.

## Kunder
Som kongelig hofleverandør har Rhanders leveret handsker til bl.a. Dronning Magrethe, Kong Frederik, Dronning Mary og Dronning Ingrid. Derudover har Marguerite Viby, Lily Weiding og Miles Davis båret handsker produceret af virksomheden.
Rhanders har butikker i Torvegade i Randers, i Volden i Aarhus og på Strøget i København. Sidstnævnte butik har været beliggende på samme adresse siden 1956.